# Mesiotelus uzbekistanicus
Espèce
Mesiotelus uzbekistanicus est une espèce d'araignées aranéomorphes de la famille des Liocranidae.

## Distribution
Cette espèce est endémique de la province de Tachkent en Ouzbékistan,. Elle se rencontre dans le district de Bostanliq sur le Kungurbuka.

## Description
La femelle holotype mesure 4,48 mm.

## Systématique et taxinomie
Cette espèce a été décrite par Vlasov et Efimik en 2024.

## Étymologie
Son nom d'espèce lui a été donné en référence au lieu de sa découverte, l'Ouzbékistan.

## Publication originale
- Vlasov & Efimik, 2024 : « A new species of Mesiotelus Simon 1897 (Aranei, Liocranidae) from the Republic of Uzbekistan. » Zoologicheskiĭ Zhurnal, vol. 103, no 8, p. 45-50.